# 21748 Шрінівасан
21748 Шрінівасан (21748 Srinivasan) — астероїд головного поясу, відкритий 9 вересня 1999 року.
Тіссеранів параметр щодо Юпітера — 3,620.